# Darius Juozas Mockus

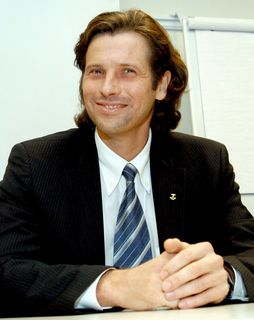
Darius Mockus

Darius Juozas Mockus (* 29. März 1965 in Vilnius) ist ein litauischer Unternehmer. Darius Mockus ist Vorstandsvorsitzender der litauischen Unternehmensgruppe UAB „MG Baltic“ und ihr einziger Aktionär. Daneben leitet er noch die Holding „MV Group“ als CEO. Er gilt mit einem geschätzten Vermögen von 575 Mio. Euro als  zweitreichster Litauer (2017).

## Leben
Darius Mockus absolvierte das Diplomstudium der Wirtschaftswissenschaft mit dem Kommilitonen Raimondas Kurlianskis (* 1965) an der Universität Vilnius. Seine Spezialisierung war Industrieplanung. Von 1991 bis 1992 war Mockus Direktor des Unternehmens „Lietuvos investicija“. Ab 1992 leitete Mockus die Investmentgesellschaft „Investicijos fondas“ und war Vorstandsvorsitzender. Ab 1996 war Mockus Direktor der UAB „Minvista“. Seit 2000 leitet er den Konzern „MG Baltic“ (ex „Minvista“) und seit 2002 ist er Vorstandsvorsitzender dieser litauischen Unternehmensgruppe.
Mockus ist Ehrenpräsident der Lietuvos teniso sąjunga (Litauische Tennis Union).

## Familie
Mockus ist verheiratet. Mit Frau Ina hat er die Söhne  Vytis, Pijus, Rojus und die Tochter Marija.

## Auszeichnungen
- Orden des weißen Sterns (III. Klasse)